# Ilhéus do Prata
Ilhéus do Prata é um distrito do município brasileiro de São Domingos do Prata, no interior do estado de Minas Gerais. Segundo o censo demográfico de 2022, realizado pelo Instituto Brasileiro de Geografia e Estatística (IBGE), sua população era de 455 habitantes e havia 197 domicílios particulares permanentes ocupados. Possui área de 93,07 km² conforme a Fundação João Pinheiro (FJP). Foi criado pela lei estadual nº 556 de 30 de agosto de 1911.
De acordo com o IBGE, em 2010 a população era de 610 habitantes e havia 354 domicílios particulares.